# Cyrtinus pygmaeus
Cyrtinus pygmaeus es una especie de escarabajo longicornio del género Cyrtinus, tribu Cyrtinini, orden Coleoptera. Fue descrita científicamente por Haldeman en 1847.

## Descripción
Mide 2,3-3,95 milímetros de longitud.

## Distribución
Se distribuye por Canadá, Estados Unidos y México.